# Autorité britannique de démantèlement nucléaire

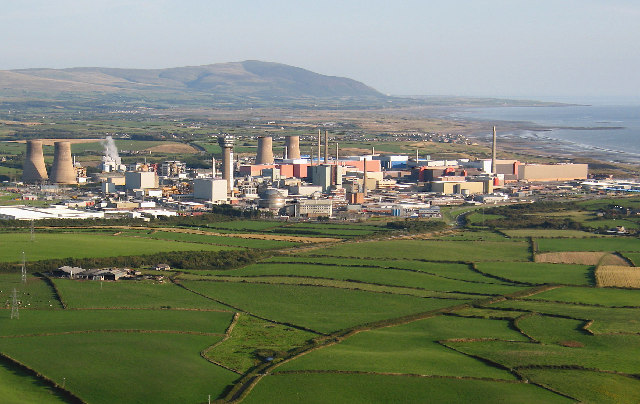
Vue aérienne du site nucléaire de Sellafield

L'Autorité britannique de démantèlement nucléaire (en anglais Nuclear Decommissioning Authority ou NDA) est une organisation publique du Royaume-Uni créée le 1er avril 2005 à la suite de la loi Energy Act de 2004 et chargée de superviser et de gérer le démantèlement et le nettoyage des sites nucléaires britanniques.
Les sites concernés sont :
- sites de BNFL :
  - Capenhurst : usine d'enrichissement de l'uranium
  - Drigg : centre de stockage de déchets nucléaires
- sites de Westinghouse :
  - Springfields : usine de production de combustible nucléaire
- Les 11 anciennes centrales nucléaires de type Magnox
- sites de l'Autorité britannique de l'énergie atomique (UKAEA) : 
  - Culham (Joint European Torus)
  - Dounreay
  - Harwell
  - Sellafield (anciennement dénommé Windscale), site abritant entre autres des installations de traitement du combustible nucléaire usé
  - Winfrith

En 2005, le coût de démantèlement de ces sites est estimé à 55,8 milliards de livres sterling, dont 31,5 milliards pour Sellafield.
Lors de sa création, la NDA a absorbé Direct Rail Services, la compagnie ferroviaire chargée du transport des déchets nucléaires.